# Banksia spinulosa
Banksia spinulosa é uma espécie de arbusto da família Proteaceae endêmica da Austrália. Foi descrita cientificamente pelo botânico James Edward Smith.

## Variedades
- B. s. var. collina
- B. s. var. cunninghamii
- B. s. var. neoanglica
- B. s. var. spinulosa